# Pere Borrell i Bertran
Pere Borrell Bertran fou un pintor català (Barcelona 1905 – Madrid 1950).
Fill i deixeble de Juli Borrell i Pla, i net del patriarca de la pintura realista catalana Pere Borrell del Caso. Començà dins un realisme molt típic de la seva família, de paisatges molt sovint de la Cerdanya, d'on procedia el seu llinatge, però la seva personalitat la trobà en una pintura fantàstica, inquietant, sovint excessiva, i executada tanmateix amb una tècnica realista. La seva obra madura, normalment onírica o conceptista, està relacionada evidentment amb el surrealisme, però l'artista, en no tenir cap vinculació amb aquest grup, no ha estat mai identificat amb cap corrent d'avantguarda, i després de la seva mort la seva fama s'eclipsà.
Va fer diverses exposicions a les Galeries Laietanes de Barcelona els anys 1930, i després de la guerra civil va tenir una especial anomenada a Madrid, on s'havia establert el 1944, en casar-se amb la polonesa Karolina Babecka Pons (Linka). A ells dos l'escriptora Carmen Laforet els dedicà la seva primera novela, Nada (1945), guanyadora del primer Premi Nadal. El 1952 li fou dedicada una àmplia exposició pòstuma al Palacio de Bibliotecas y Museos de Madrid.